# Kościół Najświętszego Serca Jezusowego w Żabicach
Kościół pw. Najświętszego Serca Jezusowego w Żabicach – rzymskokatolicki kościół filialny w Żabicach, w powiecie słubickim, w województwie lubuskim.

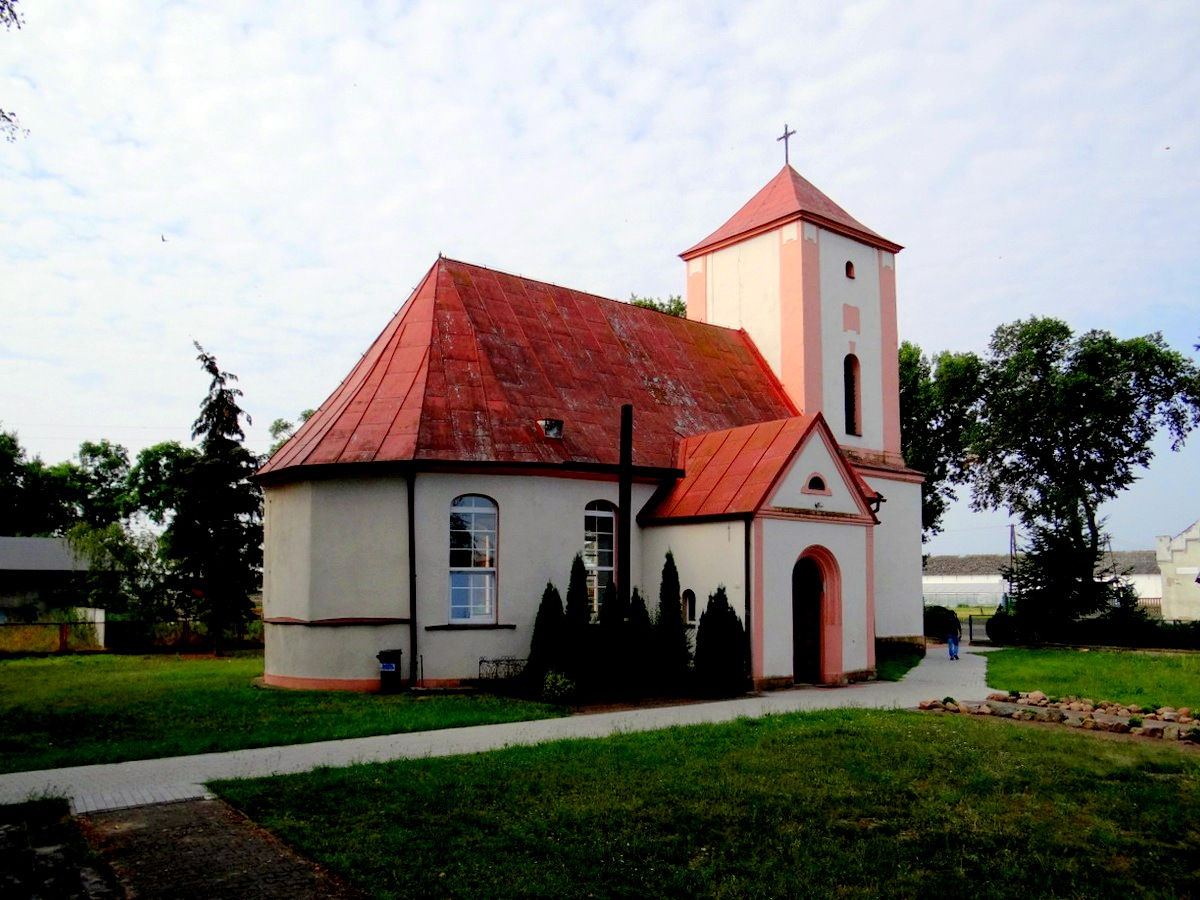
Kościół Najświętszego Serca Pana Jezusa

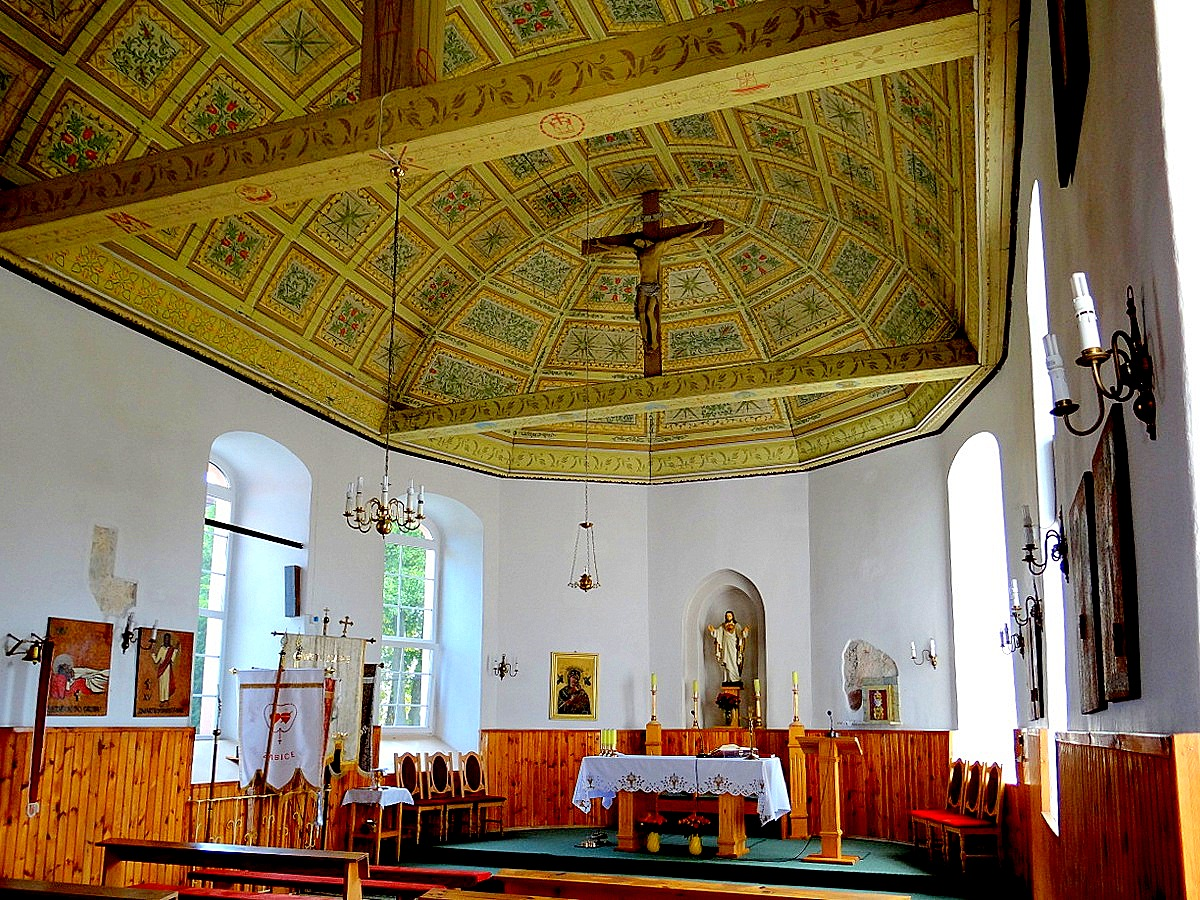
Wnętrze świątyni

Należy do dekanatu Kostrzyn w diecezji zielonogórsko-gorzowskiej.